# Zuzanka I
Zuzanka I – małe osiedle Zawiercia, położone w centralnej części miasta; leży na południe od Zuzanki.

## Zasięg
W skład osiedla wchodzą ulice: Broniewskiego, Gałczyńskiego, Huldczyńskiego, Mickiewicza, Nowowierzbowa, Południowa, Piłsudskiego od nr 89 i od nr 40 do końca (bloki).